# Radogoszcz (obóz przesiedleńczy)

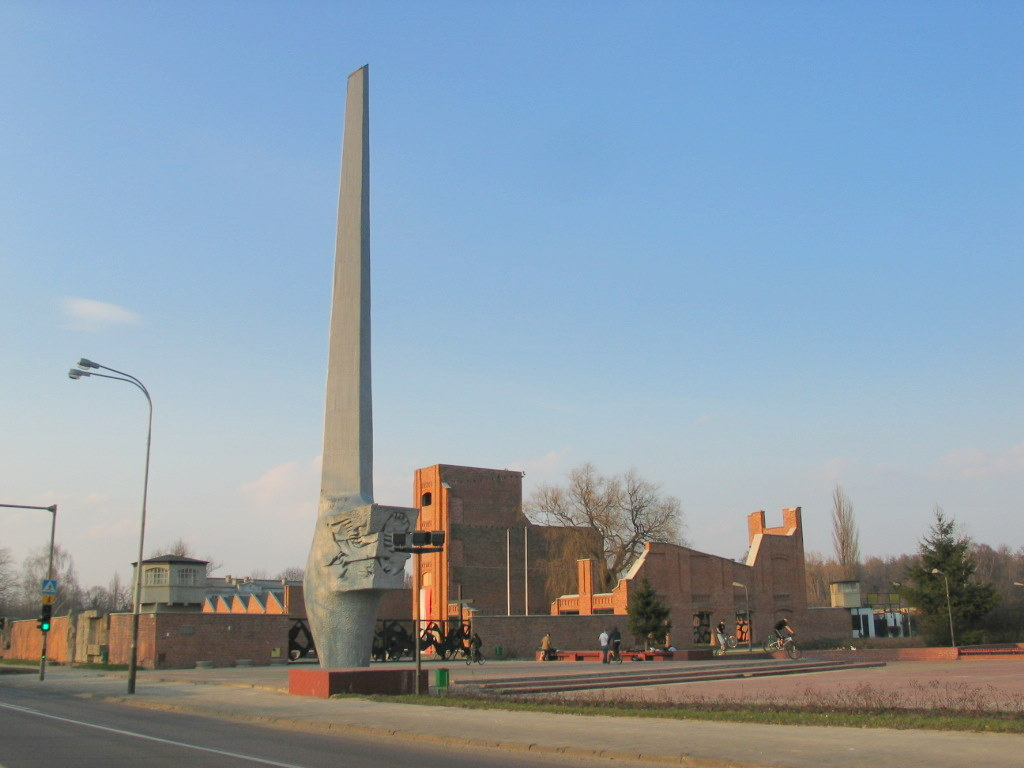
Mauzoleum na Radogoszczu, dawna fabryka S. Abbego, niemiecki obóz przesiedleńczy (1939–1940)

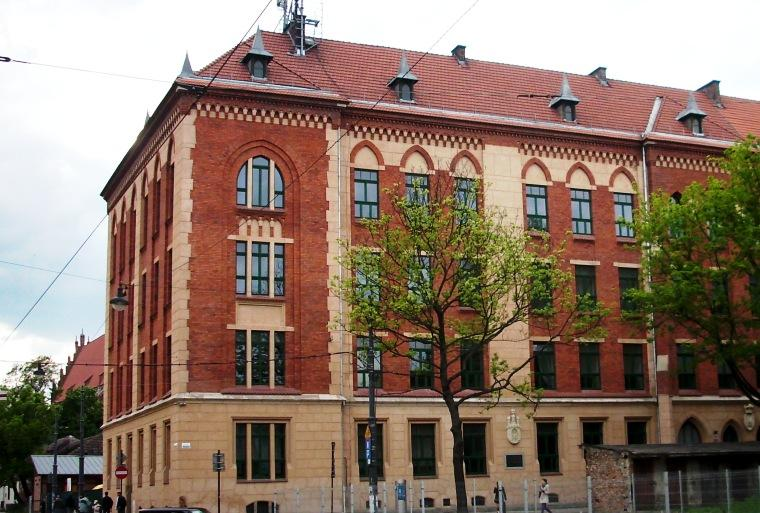
Kraków-Kazimierz, ul. Wąska 7

Obóz przesiedleńczy w Radogoszczu – niemiecki nazistowski obóz przesiedleńczy, działający w latach 1939-1940, zorganizowany dla ludności polskiej i żydowskiej wysiedlanej z Łodzi oraz regionu łódzkiego.

## Geneza
Obóz w Radogoszczu był pierwszym obozem, w którym koncentrowano łódzką inteligencję przeznaczoną do wysiedlenia do Generalnego Gubernatorstwa. Jego istnienie wpisywało się w eksperyment narodowościowy narodowego socjalizmu, zgodnie z którym Niemcy mieli stanowić większość w strukturze narodowościowej terenów włączonych do III Rzeszy. Jednym ze sposobów do osiągnięcia tego celu były wysiedlenia ludności polskiej oraz żydowskiej. Obóz stanowił formę represji za podejmowaną przed wybuchem II wojny światowej przez mieszkańców Łodzi oraz okolicznych miejscowości działalność społeczną, kulturalną wojskową i administracyjną.

## Historia
Późną jesienią 1939 r. Niemcy zaczęli tworzyć obóz przesiedleńczy dla łódzkiej inteligencji w budynkach dawnej fabryki Samuela Abbego w Radogoszczu, mieszczącej się u zbiegu ul. Zgierskiej oraz Sowińskiego. Niemcy przy tworzeniu list, zgodnie z którymi miało następować wysiedlenie, zwracali również uwagę na standard i położenie przejmowanych nieruchomości, jak w przypadku osiedla im. Józefa Montwiłła-Mireckiego znajdującego się na łódzkim Polesiu. Klasyfikacji pod względem przydatności mieszkań dokonywali łódzcy urzędnicy, którzy zatwierdzali listy wysiedleńcze. Mieli do dyspozycji policję ochronną, żandarmerię oraz pomocniczą siłę policyjną, złożoną z członków Selbstschutzu, rekrutujących się z miejscowych Niemców. W grudniu 1939 r. w operacji przesiedleńczej do obozu w Radogoszczu udział wzięło 650 funkcjonariuszy Schupo oraz 80 członków Narodowosocjalistycznego Korpusu Motorowego, którzy pozbawili dobytku ok. 7 tys. osób. Wysiedlenia były przez niemiecki aparat wykonawczy eufemistycznie nazywane „ewakuacją”. 
Pierwsze nakazy opuszczenia nieruchomości otrzymali mieszkańcy Radogoszcza, a także łódzkich dzielnic: Polesia, Śródmieścia, Widzewa oraz Górnej. Wysiedlenia odbywały się w we wczesnych godzinach porannych oraz wieczorami. Po wejściu do mieszkań niemieccy funkcjonariusze nakazywali mieszkańcom spakować swój dobytek, z wyjątkiem biżuterii, zabawek, mebli. Niemcy koncentrowali wysiedlaną ludność w punktach zbornych, mieszczących się w komisariatach policji w Łodzi przy pl. Kościelnym, ul. Kościuszki i ul. Wysokiej, a także w hali targowej „Górniak”. Następnie wysiedleńców przewożono tramwajami do obozu w Radogoszczu. 

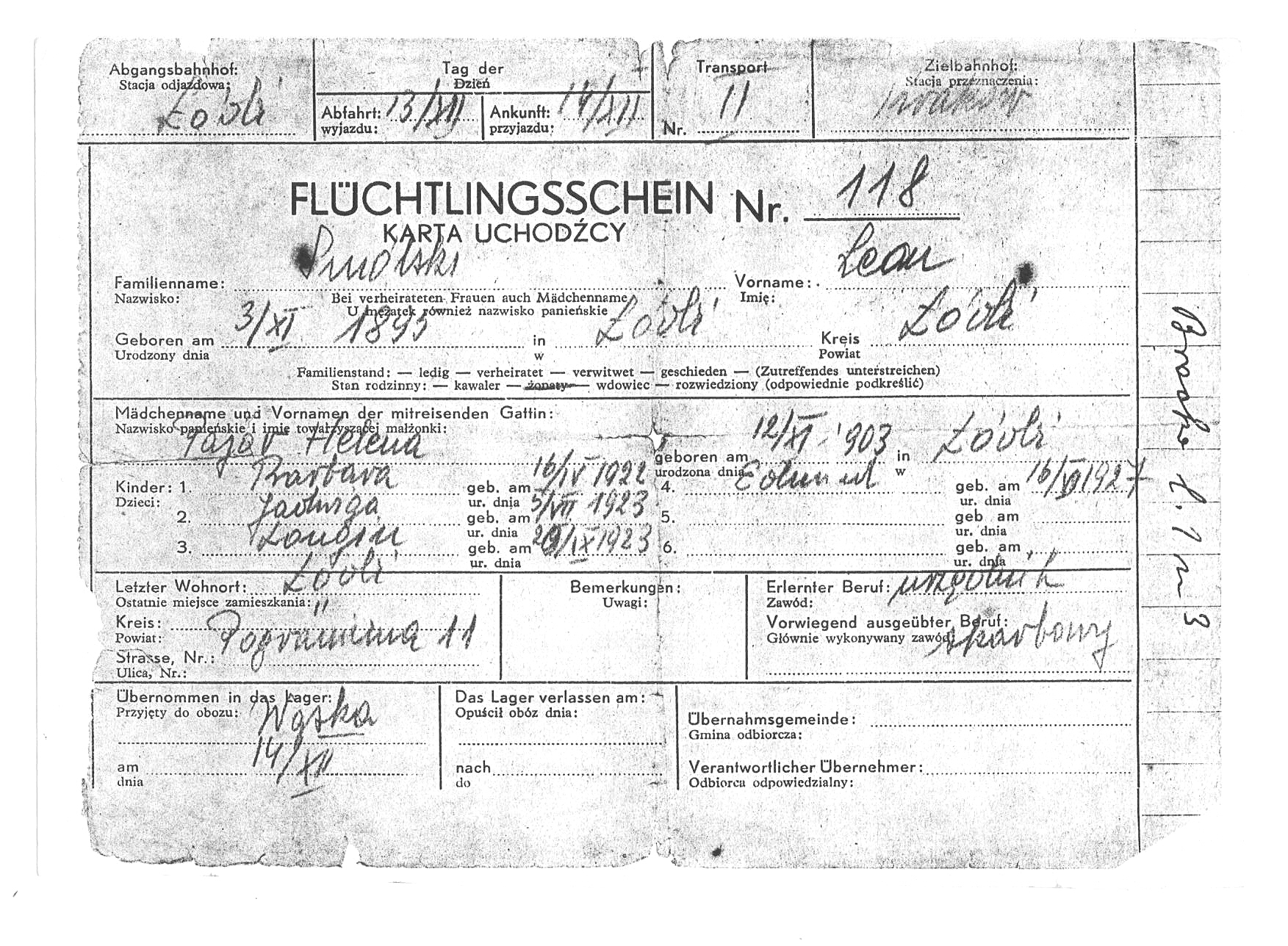
„Karta Uchodźcy” przymusowego przesiedleńca z Łodzi do Krakowa, ul. Wąska 7; 13 XII 1939

Niemcy lokowali wysiedleńców w piętrowym budynku fabryki. Według zeznań świadków liczba osób ulokowanych na poszczególnych piętrach szybko doprowadziła do przeludnienia pomieszczeń. Wysiedleńcom doskwierał głód, zimno oraz brak właściwych warunków sanitarnych. Podstawą ich wyżywienia były produkty zabrane z domu. Każdy z wysiedleńców w obozie podlegał rewizji osobistej oraz sprawdzeniu personaliów. Pobyt w obozie w Radogoszczu nie trwał długo, większość osób przebywała w nim kilka dni. Następnie Niemcy przewozili wysiedleńców tramwajami na Dworzec Kaliski, a stamtąd pociągami do Generalnego Gubernatorstwa. Celem transportów były miasta m.in.: Kraków, Bochnia, Nowy Sącz, Dębica, Jasło, Rymanów, Siedliszcze, Zamość, Rzeszów, Krosno i Przemyśl. Część łódzkich wysiedleńców po przyjeździe do Krakowa została umieszczona w obozie przesiedleńczym przy ul. Wąskiej 7.
Na miejsce wysiedlonych władze sprowadzały Niemców z Rzeszy, a także z terenów, które znalazły się pod okupacją sowiecką.

## Osoby, które przeszły przez obóz
- Andrzej Braun – pisarz
- Jan Braun – sumerolog
- Tadeusz Czapczyński – współwłaściciel i dyrektor Prywatnego Żeńskiego Gimnazjum i Liceum J. Czapczyńskiej w Łodzi, ul. G. Narutowicza 58
- Karol Geyer – łódzki przemysłowiec; jeden z głównych udziałowców Zakładów Przemysłu Bawełnianego „Ludwik Geyer”, S.A.[b]
- Ignacy Roliński – dyrektor renomowanego Prywatnego Gimnazjum Aleksego Zimowskiego w Łodzi
- Feliks Iwicki – lekarz
- Marian Wdówka – dyrektor prywatnego gimnazjum im. POW, przy ul. Przyszkole 18 w Łodzi
- Michalina Wisłocka z d. Braun – seksuolożka
- Jerzy Hauptmann – politolog i badacz administracji publicznej, powstaniec warszawski, profesor Park University
- Przemysław Smolarek – muzealnik i historyk, twórca i pierwszy dyrektor Narodowego Muzeum Morskiego w Gdańsku.

## Upamiętnienie
Biogramy osób, które znalazły się w obozie przesiedleńczym w Radogoszczu znajdują się w Kartotece Więźniów Radogoszcza. 
15 czerwca 2023 r. Muzeum Tradycji Niepodległościowych w Łodzi zorganizowało ogólnopolską konferencję naukową poświęconą wysiedleniom pt. Tułacze. Wysiedlenia z ziem polskich inkorporowanych do III Rzeszy podczas II wojny światowej. Wyniki badań zostały zaprezentowane w wydanej przez muzeum publikacji pokonferencyjnej. Muzeum wyemitowało także 4-odcinkowy webinar poświęcony wysiedleniom w czasie II wojny światowej.